# 雅羅斯瓦夫縣

50°1′7″N 22°40′47″E / 50.01861°N 22.67972°E
雅羅斯瓦夫縣（波蘭語：Powiat jarosławski），是波蘭的縣份，位於該國南部，由喀爾巴阡山省負責管轄，首府設於雅羅斯瓦夫，面積1,029平方公里，2012年人口122,573，人口密度每平方公里120人。